# San Francisco Film Critics Circle
San Francisco Film Critics Circle (conhecida pela abreviatura SFFCC) é uma organização de jornalistas e críticos cinematográficos fundada em 2002 e estabelecida na cidade de San Francisco, Estados Unidos. Dentre os membros estão componentes da San Francisco Chronicle, San Jose Mercury News, Oakland Tribune, entre outros.
Os filmes mais premiados da agremiação foram Sideways (2004) e Moonlight (2016), com seis vitórias, seguido de Milk (2008) e Boyhood (2014), com quatro.